# Michael Vartan

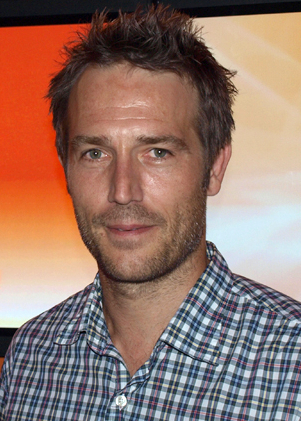
Michael Vartan in Rom (2010)

Michael Vartan (* 27. November 1968 in Boulogne-Billancourt) ist ein französisch-US-amerikanischer Schauspieler.

## Leben und Karriere
Michael Vartans Eltern, der bulgarisch-französische Musiker Eddie Vartan und eine aus Polen stammende US-Amerikanerin, ließen sich scheiden, als er fünf Jahre alt war. Er wuchs in Frankreich auf, zog im Alter von 18 Jahren in die USA, um keinen Militärdienst leisten zu müssen, und besuchte dort eine Schauspielschule.
1988 gab Vartan sein Schauspieldebüt in dem Fernsehfilm Black Leather Jacket. 1996 spielte er in seinem ersten US-amerikanischen Kinofilm, der Filmkomödie Der Zufallslover neben Gwyneth Paltrow und David Schwimmer, und 1999 in Ungeküsst an der Seite von Drew Barrymore, David Arquette, Leelee Sobieski und Jessica Alba. Seinen Durchbruch hatte er 2001 mit der Rolle des CIA-Agenten Michael Vaughn in der TV-Serie Alias – Die Agentin.

### Persönliches
Vartan war 2003/2004 mit der Schauspielerin Jennifer Garner liiert. Im April 2011 heiratete er Lauren Skaar, die er zwei Jahre zuvor kennengelernt hatte. Skaar reichte 2014 wegen unüberbrückbarer Differenzen die Scheidung ein.
Seine Tante ist die französische Pop-Sängerin Sylvie Vartan, ein Cousin der französische Musiker David Halliday.

## Filmografie (Auswahl)
- 1988: Black Leather Jacket (Fernsehfilm)
- 1991: Un homme et deux femmes
- 1995: To Wong Foo, thanks for Everything, Julie Newmar
- 1996: Der Zufallslover (The Pallbearer)
- 1997: Das Familiengeheimnis (The Myth of Fingerprints)
- 1997: Friends (Fernsehserie, Folge 4x08 Chandler in der Kiste)
- 1997: Kampf gegen die Zeit (Touch Me)
- 1998: Mörderische Freunde (Dead Man's Curve)
- 1999: Ungeküsst (Never Been Kissed)
- 2000: Ein Freund zum Verlieben (The Next Best Thing)
- 2000: Ally McBeal (Fernsehserie, 2 Folgen)
- 2000: It Had To Be You
- 2001: Die Nebel von Avalon (The Mists of Avalon, Miniserie)
- 2001–2006: Alias – Die Agentin (Alias, Fernsehserie, 96 Folgen)
- 2002: One Hour Photo
- 2005: Das Schwiegermonster (Monster-in-Law)
- 2007: Rogue – Im falschen Revier (Rogue)
- 2007–2008: Big Shots (Fernsehserie, 11 Folgen)
- 2008: Jolene
- 2009–2011: Hawthorne (Fernsehserie, 30 Folgen)
- 2011: Demoted – Wer ist hier der Boss? (Demoted)
- 2011: Colombiana
- 2012: Go On (Fernsehserie, Folge 1x04)
- 2012: Ring of Fire – Flammendes Inferno (Ring of Fire, Fernsehfilm)
- 2014: Bates Motel (Fernsehserie, 6 Folgen)
- 2014: Satisfaction (Fernsehserie, 4 Folgen)
- 2015: Rectify (Fernsehserie, Folge 3x03 Die Farbe der Schwermut)
- 2016: Nina
- 2016: Within
- 2017: Small Town Crime
- 2017–2018: The Arrangement (Fernsehserie, 20 Folgen)
- 2018: God Friended Me (Fernsehserie, Folge 1x07)